# Frühroter Veltliner
Die Weißweinsorte Frührote Veltliner ist in Österreich verbreitet. Ihr Name leitet sich von der frühen Reife her. Die Sorte stellt keine hohen Ansprüche und ist wegen der frühen Weinreife beliebt zur Primeurweinerzeugung. Auch als Tafeltraube hat die Sorte eine gewisse Bedeutung. Sie bringt volle, extraktreiche, milde und bukettarme Weine.

## Herkunft, Abstammung
Der Frührote Veltliner ist eine zufällige Kreuzung von Silvaner × Rotem Veltliner aus Österreich.

## Ampelografische Merkmale

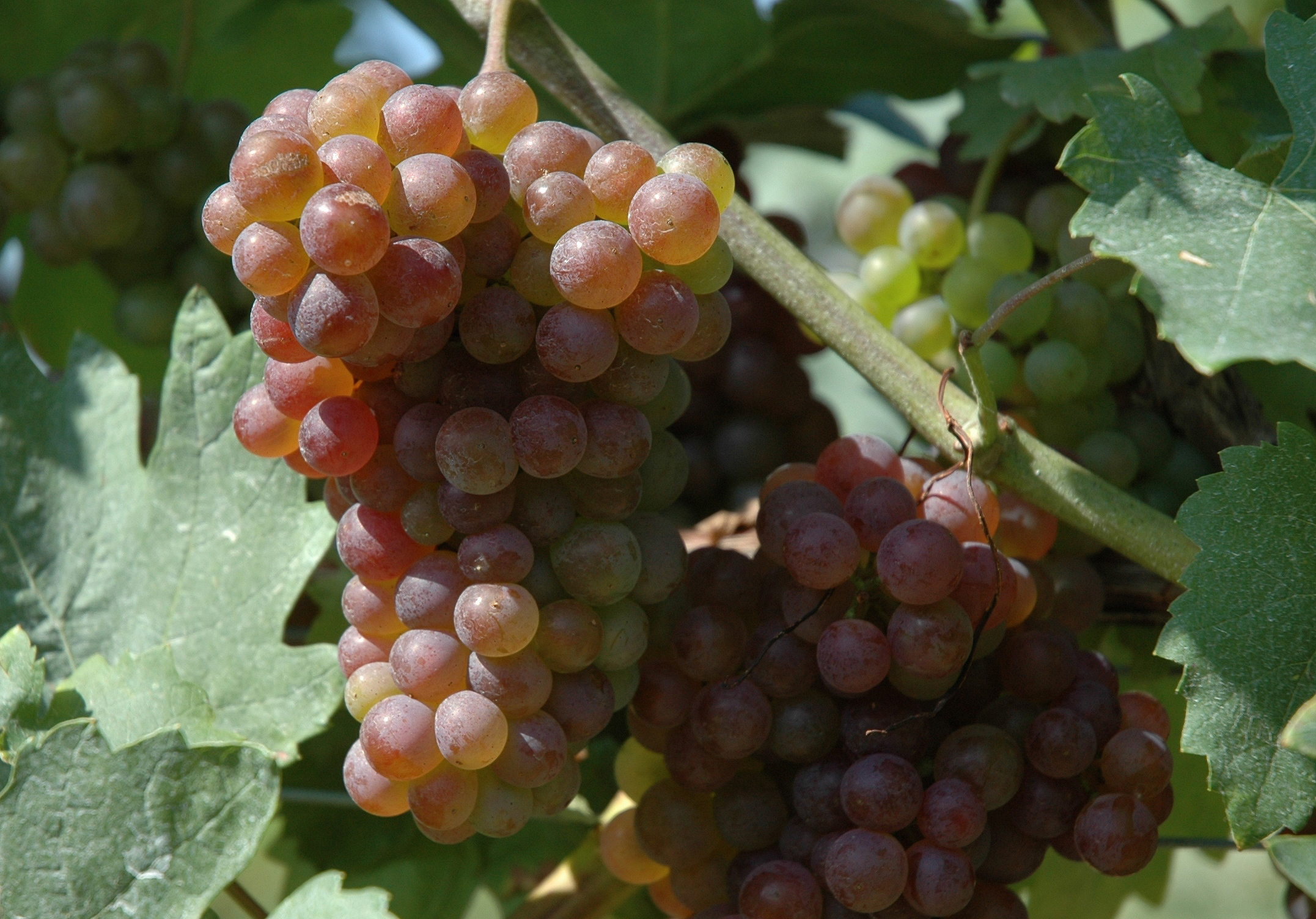
Frühroter Veltliner

- Die Triebspitze ist hellgrün und stark wollig behaart mit rötlichem Anflug.
- Der Triebwuchs ist sehr stark.
- Das Blatt ist groß, fünflappig.
- Glattes Blattprofil
- Die Traube ist groß, dichtbeerig, geschultert mit hellroten dickschaligen Beeren. Die Beeren erreichen einen hohen Zuckergehalt und schrumpfen bei Vollreife.
- Die Sorte wird auch als Tafeltraube genutzt.

Reife: früh

## Ansprüche
Frühroter Veltliner stellt keine großen Ansprüche an den Standort und kommt auch mit mageren und mittleren kalkhaltigen Böden zurecht. Nachteilig ist die relativ hohe Empfindlichkeit gegen Winter- sowie Spätfröste.

## Ertrag
Die Sorte liefert mittlere Erträge.

## Verbreitung
In Österreich gibt es von dieser Rebsorte 368 ha, knapp 0,8 % der Weißweinbaufläche. 80 % davon liegen in den niederösterreichischen Hauptanbaugebieten, der Thermenregion um Gumpoldskirchen sowie dem südlichen Weinviertel, dem Kamptal, dem Kremstal und am Wagram. In Deutschland gibt es 4 ha (2014).

## Wein
Der Wein ist voll, extraktreich, mild und bukettarm. Bukett erinnert an Blüten und Bittermandel. Er reift sehr rasch und wird für die Primeurweine verwendet. Für längere Lagerung ist der Wein nicht geeignet.

## Vor- und Nachteile
Vorteile
- Die Sorte reift sehr früh – Primeurweinerzeugung.
- Sie stellt geringe Ansprüche an Boden und Lage und besitzt eine mittlere Kalkverträglichkeit.

Nachteile
- Ist winterfrostempfindlich, spätfrostempfindlich, anfällig gegen Peronospora, Vogel- und Wespenfraß.
- Liefert unsichere Erträge, bei schlechter Reife und durch Winterfrostschäden.

## Synonyme
Malvasier, Frühroter Malvasier, Roter Malvasier, Rote Babotraube.
Der Frührote Veltliner darf nicht mit der im südlichen Europa verbreiteten Sorte Malvasier verwechselt werden.